# Prigi (Padamara)
Prigi is een bestuurslaag in het regentschap Purbalingga van de provincie Midden-Java, Indonesië. Prigi telt 2535 inwoners (volkstelling 2010).